# نائوتو توب
نائوتو توب (انگلیسی: Naoto Tobe؛ زادهٔ ۳۱ مارس ۱۹۹۲) ورزشکار دو و میدانی اهل ژاپن است.